# Oberamt Aalen

Karte der württembergischen Oberämter, Stand 1926

Das Oberamt Aalen war ein württembergischer Verwaltungsbezirk (auf beigefügter Karte Nr. 1), der 1934 in Kreis Aalen umbenannt und 1938 um den größten Teil der ehemaligen Oberämter Ellwangen und Neresheim zum Landkreis Aalen erweitert wurde. Seit 1973 gehört das Gebiet zum Ostalbkreis. Allgemeine Informationen zu württembergischen Oberämtern siehe Oberamt (Württemberg).

## Geschichte

Oberamt Aalen, Gebietsstand 1813, mit den früheren Herrschafts- und Ämtergrenzen
Legende

Das 1803 gebildete Oberamt setzte sich zunächst aus dem Gebiet der früheren Reichsstadt Aalen und dem südlichen Teil der früheren Fürstpropstei Ellwangen zusammen, die beide infolge des Reichsdeputationshauptschlusses an Württemberg gefallen waren. 1806 wurde das Oberamt um einige mediatisierte Rittergüter vergrößert. Anschließend erfolgten noch kleinere Grenzänderungen. Der von 1818 bis 1924 dem Jagstkreis unterstellte Bezirk grenzte an die Oberämter Gaildorf, Ellwangen, Neresheim, Heidenheim und Gmünd.
Sitz des Oberamts war bis 1807 das Schloss Wasseralfingen, bis 1910 das heute noch bestehende Oberamtsgebäude Reichsstädter Straße 24 in Aalen, danach das spätere Landratsamt Stuttgarter Straße 7.

### Ehemalige Herrschaften
1813, nach Abschluss der Gebietsreform, setzte sich der Bezirk aus Bestandteilen zusammen, die im Jahr 1800 zu folgenden Herrschaften gehört hatten:
- Reichsstadt Aalen: Stadt Aalen sowie (ganz oder großteils) Unterrombach, Hammerstadt, Neßlau, Osterbuch, Pompelhof, Sandberg, Schnaitberg, Spagenweiler. Die Hoheit über Himmlingen war zwischen der Stadt und dem Ellwanger Stiftskapitel umstritten.
- Herzogtum Württemberg, Klosteramt Königsbronn: Oberkochen, Jagsthausen (je teilweise).
- Fürstpropstei Ellwangen
  - Ammanamt: Frankenreute,
  - Amt Kochenburg: Unterkochen, Oberkochen (teilweise),
  - Amt Wasseralfingen: Wasseralfingen mit Brausenried, Heisenberg, Hofen, Onatsfeld (mehrheitlich) und Weidenfeld, Jagsthausen (teilweise) mit Baiershofen, Immenhofen und Reichenbach,
  - Amt Heuchlingen: Heuchlingen, Abtsgmünd, Anteil an Dewangen mit Reichenbach, Rodamsdörfle und Faulherrnhof,
  - Stiftskapitel: Bühler, Hinterbüchelberg, Stöcken, Pommertsweiler (teilweise), Bernhardsdorf (teilweise).
- Reichsstadt Gmünd: Dewangen (mehrheitlich), Reichenbach, Bernhardsdorf (je teilweise), Holzleuten.
- Graf Fugger: Herrschaft Niederalfingen mit Hüttlingen, steuerte zur Ritterschaft.
- Reichsritterschaft
 Beim Ritterkanton Kocher der schwäbischen Ritterschaft waren ferner immatrikuliert:
  - Hohenstadt und Schechingen mit Leinweiler (Graf Adelmann),
  - Laubach, Affalterried, Attenhofen, Fachsenfeld, Leinroden (Freiherr von Woellwarth-Laubach),
  - Lauterburg (Freiherr von Woellwarth-Lauterburg),
  - Essingen (geteilt, Woellwarth-Lauterburg und Graf von Degenfeld-Schonburg),
  - Neubronn (geteilt, Freiherr von Gemmingen und Freiherr von Werneck),
  - Adelmannsfelden mit den zugehörigen Weilern und Höfen sowie einem Teil von Pommertsweiler (von Vohenstein Erben: 1/3 Onz, je 2/9 Bernardin, Jungkenn und Gültlingen).
  - Zur Herrschaft Hohenrechberg des Grafen von Rechberg gehörte ein Teil von Bernhardsdorf.

## Gemeinden

### Einwohnerzahlen 1850
Folgende Gemeinden waren 1854 dem Oberamt unterstellt:
| frühere Gemeinde | Einwohnerzahl 1850 | Einwohnerzahl 1850 | heutige Gemeinde |
| frühere Gemeinde | evangel.           | kathol.            | heutige Gemeinde |
| ---------------- | ------------------ | ------------------ | ---------------- |
| Aalen            | 3507               | 67                 | Aalen            |
| Abtsgmünd        | 77                 | 1746               | Abtsgmünd        |
| Adelmannsfelden  | 1520               | 316                | Adelmannsfelden  |
| Dewangen         | 99                 | 1033               | Aalen            |
| Essingen         | 2038               | 20                 | Essingen         |
| Fachsenfeld      | 297                | 944                | Aalen            |
| Heuchlingen      | 2                  | 920                | Heuchlingen      |
| Hofen            | 2                  | 655                | Aalen            |
| Hohenstadt       | 297                | 944                | Abtsgmünd        |
| Hüttlingen       | 12                 | 1264               | Hüttlingen       |
| Laubach          | 394                | 273                | Abtsgmünd        |
| Lauterburg       | 614                | 15                 | Essingen         |
| Neubronn         | 320                | –                  | Abtsgmünd        |
| Ober-Kochen      | 475                | 726                | Oberkochen       |
| Pommertsweiler   | 467                | 266                | Abtsgmünd        |
| Schechingen      | –                  | 1002               | Schechingen      |
| Unter-Kochen     | 86                 | 1443               | Aalen            |
| Unter-Rombach    | 886                | 604                | Aalen            |
| Wasseralfingen   | 293                | 1462               | Aalen            |
| Summe            | 11113              | 13869              |                  |

### Änderungen im Gemeindebestand seit 1813

Gemeinden und Markungen um 1860

Nachdem die Verfassung von 1819 die Grundlage für die kommunale Selbstverwaltung bereitet hatte, wurden Lauterburg, Neubronn und Pommertsweiler zu selbständigen Gemeinden erhoben.
1842 wurde Jagsthausen nach Westhausen (Oberamt Ellwangen) eingemeindet.
1845 wurde Hofen (mit Attenhofen, Goldshöfe, Oberalfingen und Wagenrain) von Wasseralfingen getrennt und zur selbständigen Gemeinde erhoben.
Um 1853 wurde der Hof Herzert von Bühlerzell (Oberamt Ellwangen) nach Adelmannsfelden umgemeindet.
1859 wurde die Heimatsmühle von Wasseralfingen nach Hofen umgemeindet.
1933 wurden Hohenberg und Neubau von Unterkochen nach Waldhausen (Oberamt Neresheim) umgemeindet.
1934 wurde Affalterried von Fachsenfeld nach Wasseralfingen umgemeindet.
1938 wurde die Gemeinde Unterrombach aufgehoben und mehrheitlich in die Stadt Aalen eingegliedert. Hammerstadt kam zur Gemeinde Dewangen; Forst, Rauental und Vogelsang wurden Essingen zugeteilt.

## Amtsvorsteher
Die Oberamtmänner des Oberamts Aalen 1810–1938:
- 1810–1811: Motz
- 1811–1819: Karl Eberhard Röslin
- 1819–1823: Johann Christoph Friedrich Seeger
- 1823–1828: Alexander Cranz
- 1828–1830: Gottlieb Friedrich von Stump
- 1830–1832: Karl Ludwig Baur
- 1832–1839: Gustav Stockmayer
- 1839–1852: Ferdinand Bürger
- 1852–1866: Carl Friedrich Bohnenberger
- 1866–1876: Hermann Wittich
- 1876–1881: Richard Preu
- 1882–1890: Heinrich Stahl
- 1890–1896: Eugen von Dreher
- 1896–1900: Eugen Müller
- 1900–1904: Josef Anton Lämmle
- 1904–1909: Julius Schlaich
- 1909–1918: Benjamin Richter
- 1918–1926: Hermann Niethammer
- 1926–1938: Karl Gutekunst (1937 Karl Knapp, Amtsverweser)